# Noël's Songs (EP)
Albums de Florent Marchet
Courchevel
(2010) Noël's Songs (album)
(2011)
Noël's Songs est un album "EP" de reprises de chants de Noël par Florent Marchet. Cet album, enregistré avec la complicité du Courchevel Orchestra, est sorti le 13 décembre 2010. 
Florent Marchet, par ce court album, s'inscrit dans la tradition américaine : « Outre-Atlantique, c’est une tradition de sortir un album de noël. Elvis, Johnny Cash, Bob Dylan l’ont fait à de nombreuses reprises. Ici, c’est considéré comme ringard. Mais moi j’adhère à cette idée ».
La pochette de cet album est originale, de grand format et cartonnée.

## Pistes
1. Ah quand reviendra-t-il ce temps ? - 2:38 (paroles d'Émile Blémont)
2. Les Neiges de Finlande - 1:22 (reprise d'Édith Piaf[3])
3. Douce Nuit - 1:59
4. La marche des Rois - 2:36
5. Les lumières de Noël - 2:45
6. Petit Papa Noël - 2:37